# Sofia Úrsula d'Oldenburg
Sofia Úrsula d'Oldenburg (en alemany Sophie Ursula von Oldenburg) va néixer a Delmenhorst (Alemanya) el 10 de desembre de 1601 i va morir a Rosenburg el 5 d'abril de 1642. Era una noble alemanya, filla d'Antoni II d'Oldenburg (1550-1619) i de Sibil·la Elisabet de Brunsvic-Luneburg (1576-1630).

## Matrimoni i fills
El 17 de març de 1633 es va casar amb el comte Albert Frederic de Barby-Mühlingen (1597-1641), fill del comte de Barby Jobst (1544-1609) i de Sofia de Schwarzburg-Rudolstadt (1579-1630). El matrimoni va tenir quatre fills: 
- Cristina Elisabet (1634-1681), casada amb Rodolf August de Brunsvic-Wolfenbüttel (1627-1704)
- Justina Sofia (1636-1677), casada amb Enno Lluís de Friesland (1632-1660).
- Emília Juliana (1637-1706), casada amb el comte Albert Antoni de Schwarzburg-Rudolstadt (1641-1710).
- Antònia Sibil·la (1641-1684), casada amb Cristià Guillem de Schwarzburg-Sondershausen (1647-1721).